# Norddeutscher Rundfunk
Norddeutscher Rundfunk (en español, «Radiodifusión del Norte Alemán»), más conocida por sus siglas NDR, es una empresa pública de radio y televisión con sede en Hamburgo (Alemania) que presta servicio a los estados federados alemanes de Hamburgo, Baja Sajonia, Mecklemburgo-Pomerania Occidental y Schleswig-Holstein.
El grupo forma parte de la ARD, la organización conjunta de radiodifusoras públicas de Alemania. Además de aportar contenidos a los medios de la ARD a nivel nacional, gestiona también cuatro emisoras generalistas (una por cada estado), siete radios temáticas y un canal de televisión regional en colaboración con Radio Bremen. Su labor más importante dentro de la ARD es el mantenimiento de los programas informativos nacionales (Tagesschau).
Aunque NDR fue fundada el 1 de enero de 1956, debe su origen a una radiodifusora anterior, Nordwestdeutscher Rundfunk (NWDR), creada en 1945 al terminar la Segunda Guerra Mundial. Diez años después se acordó su división en dos empresas: WDR para Renania del Norte-Westfalia y NDR para los estados federados actuales.

## Historia
El origen de la actual NDR se encuentra en una radiodifusora anterior, la Nordwestdeutscher Rundfunk (NWDR), fundada en Hamburgo en 1945 al terminar la Segunda Guerra Mundial, y con cobertura en la zona de ocupación británica en Alemania. En 1950, luego de unificarse las tres zonas aliadas en la República Federal Alemana, la NWDR se convirtió en una de las radiodifusoras fundadoras del consorcio «ARD».
En 1954, la NWDR fue dividida en dos empresas: una exclusiva para Renania del Norte-Westfalia (Westdeutscher Rundfunk, WDR) y otra para los estados federados de Hamburgo, Baja Sajonia y Schleswig-Holstein, la Norddeutscher Rundfunk (NDR). Esta última pudo mantener su sede de Hamburgo y se ocupó de importantes aspectos de la programación nacional, entre ellos el informativo federal Tagesschau. Las emisiones de las radios NDR1 y NDR2 comenzaron el 1 de enero de 1956, y ese mismo día se puso en marcha una tercera emisora en colaboración con Sender Freies Berlin (SFB), la radiodifusora de Berlín.
El 20 de septiembre de 1965, la NDR puso en marcha junto con Radio Bremen y SFB un tercer canal de televisión, Norddeutsches Fernsehen (actual NDR Fernsehen), con un fuerte peso de los espacios regionales. La SFB se mantuvo ligada a esta señal hasta que pudo establecer un canal propio en 1992.
La NDR vivió una crisis interna a finales de la década de 1970 cuando Schleswig-Holstein, gobernado por Gerhard Stoltenberg, pidió revisar la Ley de Radiodifusión por la falta de programas de proximidad para su estado. En 1980, los tres estados firmaron un nuevo acuerdo que dividía a la NDR1 en radios independientes a partir del 2 de enero de 1981. De igual modo, se establecieron sedes auxiliares en Hannover (Baja Sajonia) y Kiel (Schleswig-Holstein) y diversas redacciones en los tres estados.
A partir del 1 de enero de 1992, la NDR asumió la cobertura informativa de Mecklemburgo-Pomerania Occidental, cubierta por la radiodifusión de Alemania Oriental hasta la reunificación alemana. La sede para ese nuevo estado quedó establecida en Schwerin.
En la actualidad, NDR es el tercer grupo que más contenidos aporta a la ARD, por detrás de la WDR y de la SWR.

## Organización

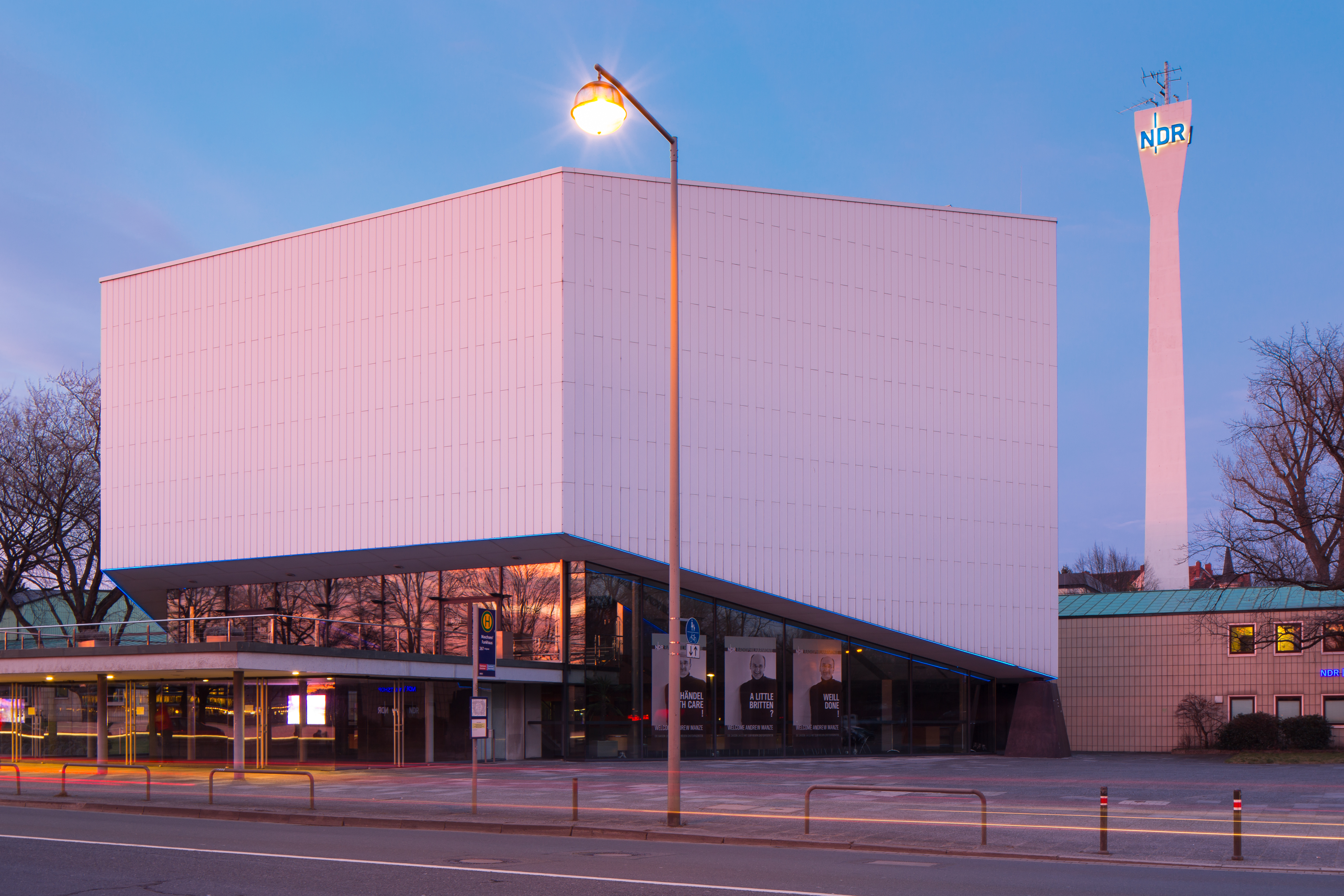
Estudios regionales de Baja Sajonia, en Hannover

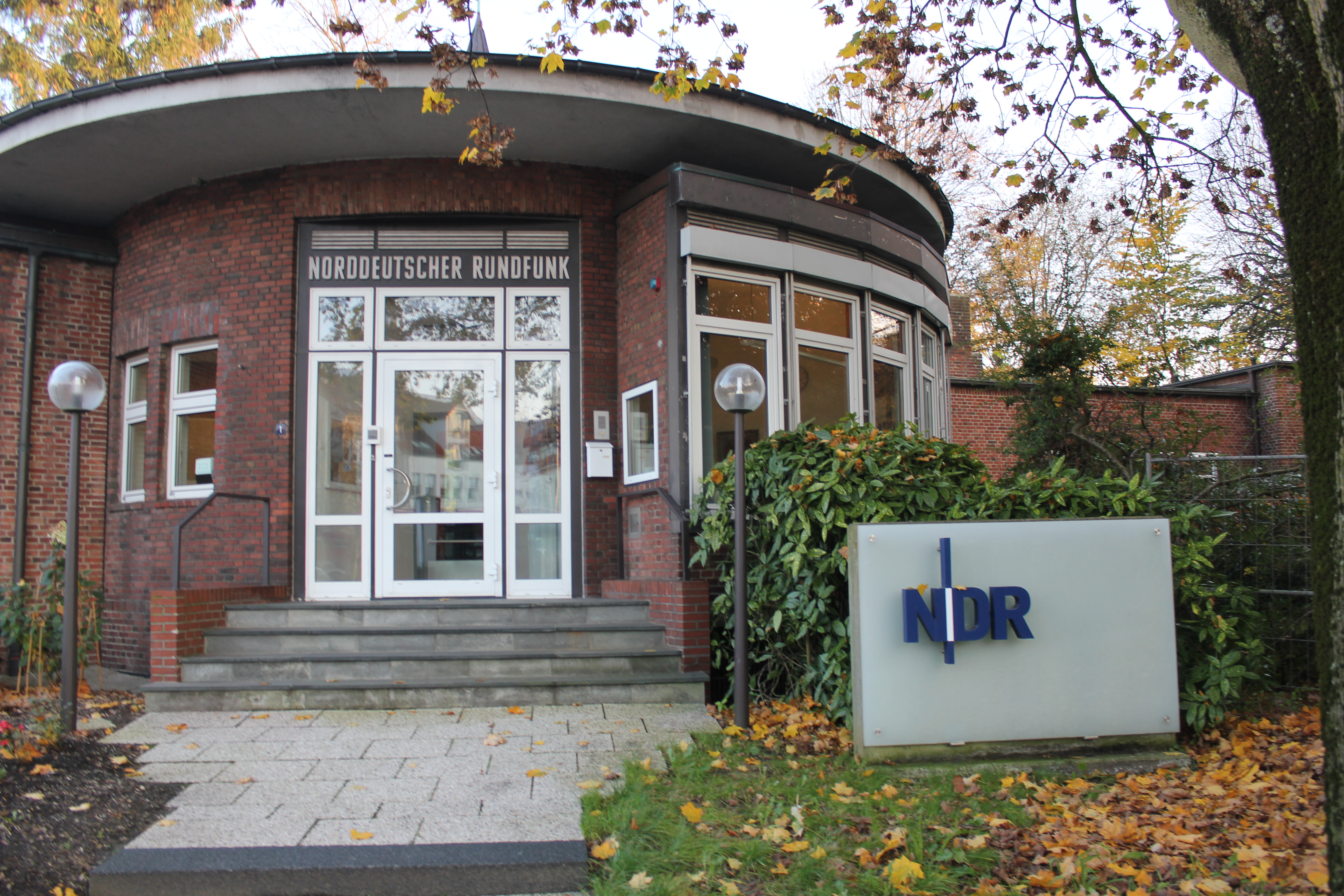
Delegación de la NDR en Flensburgo

NDR es una corporación de derecho público que funciona bajo una Ley de Radiodifusión (NDR-Staatsvertrag) acordada entre los estados federados de Hamburgo (ciudad-estado), Baja Sajonia, Mecklemburgo-Pomerania Occidental y Schleswig-Holstein. Sus funciones están determinadas por una fundación legal, que establece la estructura de la organización y los principios bajo los que debe regirse. La labor del ente público es vigilada por un Consejo de Radiodifusión, formado por 58 miembros representativos de los cuatro estados.
La Ley de Radiodifusión está apoyada por el Contrato Estatal de Radiodifusión (Rundfunkstaatsvertrag), un acuerdo multilateral entre los dieciséis estados federados que regula las relaciones entre las radiodifusoras públicas y privadas. En lo que respecta a su papel en la ARD, formada por nueve grupos regionales y la internacional Deutsche Welle, la NDR coopera en la producción de contenidos, mantiene la sede de los servicios informativos en Hamburgo y se ocupa de las corresponsalías de Washington D. C. (junto con WDR), Londres, Estocolmo, Pekín, Tokio y Singapur (esta última cubre toda Oceanía). Además colabora con Radio Bremen en el canal de televisión regional NDR Fernsehen.
La sede central de NDR está en Hamburgo, la ciudad más poblada de los cuatro Estados miembros. Dispone también de cuatro sedes auxiliares en Hamburgo, Hannover (Baja Sajonia), Kiel (Schleswig-Holstein) y Schwerin (Mecklemburgo-Pomerania Occidental), y de una amplia red de centros regionales.
En Alemania se cobra un impuesto directo para el mantenimiento de la radiodifusión pública (ARD, ZDF y Deutschlandradio), a través de la empresa conjunta GEZ. El pago es obligatorio para todo aquel que tenga una radio, televisor o cualquier otro aparato que reciba señal. Cada hogar pagó 17,98 euros al mes en 2013. NDR depende del dinero que le otorgue la ARD y destina sus ingresos a los departamentos de televisión, radio, mantenimiento técnico y gastos de gestión.

## Servicios

### Radio
NDR cuenta con una señal principal de radio, NDR 1, dividida desde 1981 para cada uno de los estados a los que presta cobertura. Su programación es generalista y son independientes entre sí:
- NDR 1 Niedersachsen: Baja Sajonia, operada desde Hannover. Comenzó a emitir el 1 de enero de 1981.
- NDR 1 Welle Nord: Schleswig-Holstein, operada desde Kiel. Comenzó a emitir el 1 de enero de 1981.
- NDR 1 Radio MV: Mecklemburgo-Pomerania Occidental, con sede en Schwerin. Comenzó a emitir el 1 de enero de 1992.
- NDR 90.3: emisora de Hamburgo. Comenzó a emitir el 2 de enero de 1982.

Además, las siguientes emisoras temáticas son comunes a todos los estados cubiertos por NDR: 
- NDR 2: radiofórmula musical contemporánea.
- NDR Kultur: programación cultural y música clásica, anteriormente conocida como NDR 3.
- NDR Info: emisora de información continua y servicio público.
- NDR Info Spezial: señal alternativa de NDR Info para acontecimientos especiales e información de servicio público.
- N-Joy: radiofórmula musical juvenil para oyentes de 14 a 29 años.
- NDR Blue: emisora juvenil dedicada a música alternativa y géneros contemporáneos.
- NDR Plus: música schlager.

### Televisión

Logo de NDR Fernsehen.

NDR produce programas para la ARD, tanto en el canal nacional (Das Erste) como en el resto de canales donde la corporación participa (3sat, KiKA, Arte, Phoenix, ARD Digital). El contenido más importante son los informativos nacionales, con sede en Hamburgo, cuyo formato de referencia es el telediario Tagesschau. También se ocupa de la representación de Alemania en el Festival de la Canción de Eurovisión. 
Además, posee un canal común para los cuatro estados a los que presta servicio:
- NDR Fernsehen: programación regional y de proximidad, con informativos y acontecimientos especiales. Sus emisiones comenzaron el 4 de enero de 1965 como la primera televisión regional de la ARD y entonces estaba producido por NDR, Radio Bremen y Sender Freies Berlin. En la actualidad es el canal común de NDR y Radio Bremen.

## Organizaciones musicales

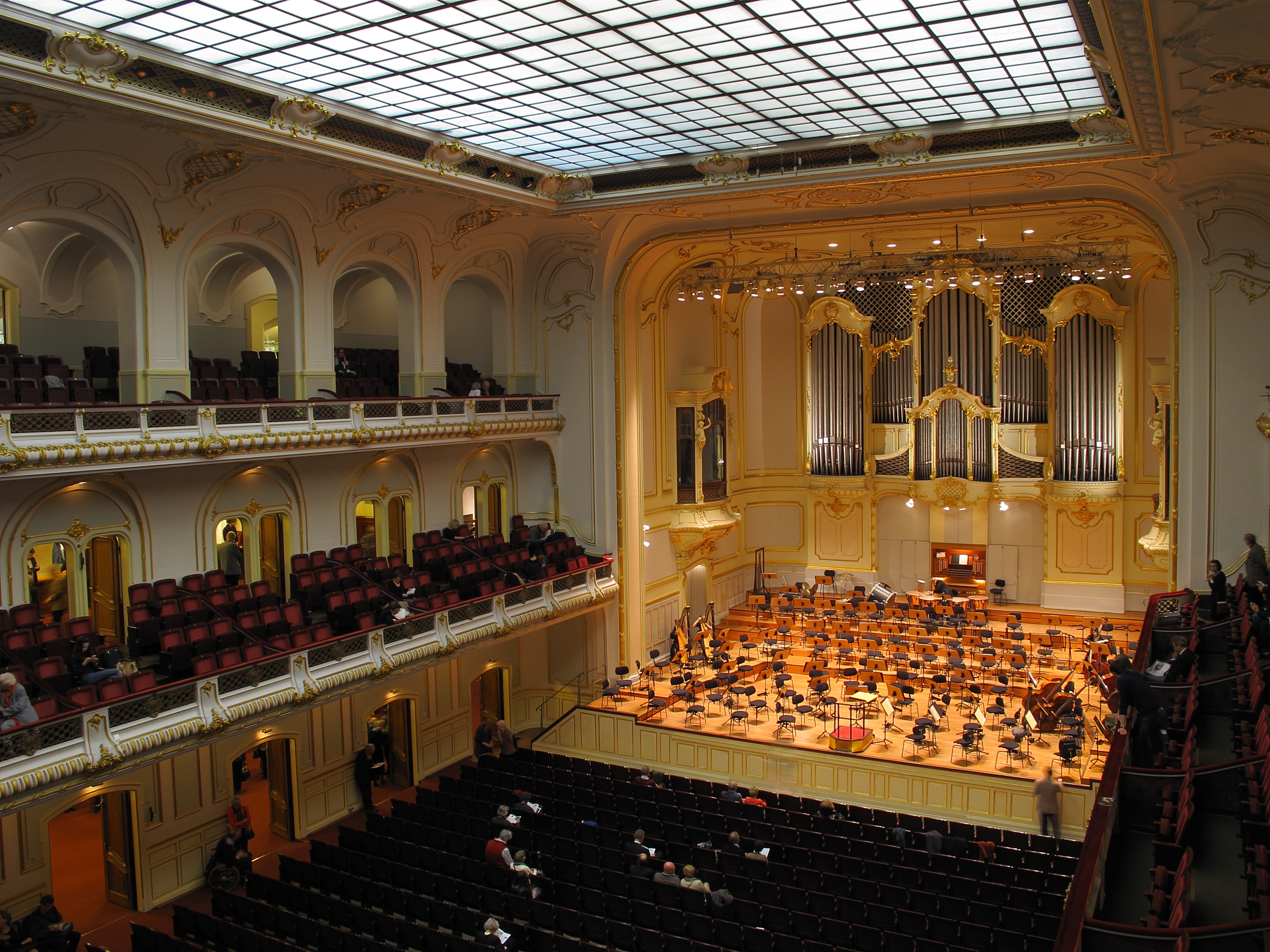
Interior del Laeiszhalle de Hamburgo, sede de la Orquesta Sinfónica de la NDR.

La NDR cuenta con cuatro organizaciones musicales:
- Orquesta Sinfónica de la Radio del Norte de Alemania: creada en 1945 como la orquesta sinfónica de la Nordwestdeutscher Rundfunk, quedó bajo control de la NDR en 1956. A lo largo de su historia ha contado con prestigiosos directores como Günter Wand, Klaus Tennstedt y John Eliot Gardiner. El actual director de orquesta es Thomas Hengelbrock.
- NDR Radiophilarmonie: orquesta filarmónica con sede en Hannover. Su actual directora es Simone Young.
- NDR Chor: coral fundada en 1945 por la NWDR.
- NDR Bigband; big band fundada en 1945 por la NWDR y bajo su denominación actual desde 1971.